# Ri, Timrå kommun
Ri är en tidigare småort i Timrå socken i Timrå kommun, Västernorrlands län. Vid tätortsavgränsningen 2015 kom småorten att inkluderas i Bergeforsens tätort.